# Lampides elpis
Lampides elpis är en fjärilsart som beskrevs av Jean Baptiste Godart 1823. Lampides elpis ingår i släktet Lampides och familjen juvelvingar. Inga underarter finns listade i Catalogue of Life.